# Thulamela
Thulamela ist eine archäologische Stätte im nördlichsten Teil des Kruger-Nationalparks in der Nähe des Camps Punda Maria, des Parkeinganges Pafuri Gate in Südafrika.
Bei Thulamela (Venda: „Platz der Geburt“) handelt es sich um eine steinerne Befestigungsanlage auf einem Hügel am Fluss Luvuvhu, die von den Resten von Häusern umgeben ist. Thulamela ist etwa von 1500 bis 1600 bewohnt gewesen und wird der Kultur von Groß-Simbabwe zugerechnet. 
Thulamela wurde 1991 von Rangern entdeckt. Bei Ausgrabungen fand man zwei Gräber und zahlreiche Artefakte, die auf umfangreiche Handelsbeziehungen und die Verarbeitung von Eisen schließen lassen. Die Mauern wurden ausgegraben und zum Teil originalgetreu rekonstruiert. Zugänglich ist Thulamela nur im Rahmen von geführten Exkursionen vom Camp Punda Maria aus.